# Ituglanis herberti
Ituglanis herberti är en fiskart som först beskrevs av Miranda Ribeiro, 1940.  Ituglanis herberti ingår i släktet Ituglanis och familjen Trichomycteridae. Inga underarter finns listade i Catalogue of Life.